# 佐藤研一郎
佐藤研一郎（日语：／ Satō Ken'ichirō */?，1931年3月8日—2020年1月15日），日本企业家。羅姆公司创始人，社长。

## 生平
1931年生于東京府。父亲是新交響樂團的小提琴手，母亲也爱好弦乐器。受父母影响，他从六岁开始学习钢琴。在立命馆大学理工学部学习的时候，独自设计出了一种小型電阻器，并取得了专利。1954年毕业后，在京都的西陣开设东洋电具制作所，经营電阻器等电子产品。1958年在此基础上成立公司，自己出任社长。后来领导公司开发出一种集成电路，取得巨大成功。1981年改称“羅姆”。2010年卸任社长职务，成为名誉会长。2016年复归为董事。
1991年，他设立了“羅姆音乐家基金”，用于资助青年音乐家。他还心系母校，捐赠大量资金设立立命馆大学羅姆纪念馆，2000年投入使用。2014年获立命馆大学授予的博士（经营学）学位。
2020年1月15日因阻塞性黄疸在京都市的一家医院去世。